# The $1,000,000 Dollar Reward

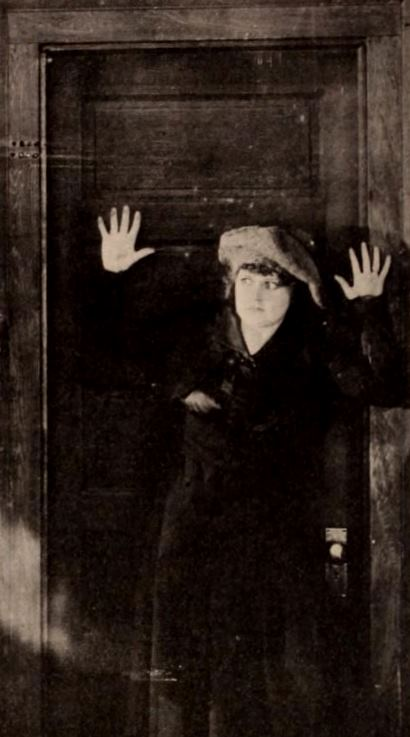
Cena do seriado The $1,000,000 Reward (1920), com Lillian Walker, p. 88 de 27 de março de 1920 Exhibitors Herald

The $1,000,000 Reward é um seriado estadunidense de 1920, gênero ação, dirigido por Harry Grossman e George Lessey, em 15 capítulos, estrelado por Coit Albertson, Buck Connors e George Lessey. Único seriado produzido pela Grossman Pictures, veiculou nos cinemas estadunidenses a partir de janeiro de 1920.
Este seriado é considerado perdido.

## Elenco
- Lillian Walker … Betty Thorndyke
- Coit Albertson … Morgan Spencer
- Buck Connors (creditado George Connors)
- Louise Hotaling
- George Lessey … James Bradley
- Joe Smith Marba … Kenwah
- Charles B. Middleton … William Russell
- William Pike … James Forsythe
- Bernard Randall … Kip Van Hoan
- Leora Spellman … Valerie Kernan
- F.W. Stewart